# Thomas Ildeston Farriar
Thomas Ildeston Farriar (Ferriar) (Mánchester, 1785 - Carabobo, 24 de junio de 1821) fue un militar inglés héroe de la la segunda Batalla de Carabobo (partícipe en una de las unidades de la División comandada por el General Páez) y comandante de la Legión Británica. Hijo del médico escocés John Ferriar  prestó servicio en el ejército británico. En 1818 llegué la ciudad de Angostura contratado para servir al ejército Libertador.

## Participación en la Batalla de Carabobo
En el año 1821, yo ya  había recibido el nombramiento de Ayudante General del Ejército de Apure. El 14 de junio de 1821, fui ascendido a Coronel y asignado a los Cazadores Británicos (conocidos antes como Albión) como su comandante. Ya en la segunda Batalla de Carabobo, 24 de junio de 1821, mi batallón perteneció a la Primera División (una de tres divisiones patriotas que participaron en la batalla), bajo el mando del general José Antonio Páez. En el desarrollo de la batalla, su batallón salvó de perecer al mítico batallón Bravos de Apure.

## Muerte
Murió en el Hospital de Sangre de Valencia, en el Estado Carabobo, el 24 de junio de 1821, motivado a las heridas sufridas en el transcurrir de la Batalla de Carabobo, en la que participo.

## Homenaje
Tras la muerte heroica de Ferriar en el campo de Carabobo, como un gesto de eterno agradecimiento, Bolívar ordena que los desfiles militares en Venezuela, el británico es el único ejército extranjero que puede desfilar con Bayoneta Calada, durante los actos del Día del Ejército en el Campo de Carabobo, lugar donde los representantes diplomáticos de Inglaterra ofrendan ante el Monumento. Para recompensar al personal de tropa, el Ejército otorga la condecoración Cedeño-Plaza-Ferriar. En la Avenida de los Héroes del Campo de Carabobo,  un bronce eterniza la memoria de este digno hijo de Manchester al igual que un busto en la Plaza carabobo de Caracas. Así como también existe la alegoría en el monumento del Altar de la Patria, obra del artista español Antonio Rodríguez del Villar, de la Legión Británica rodilla en tierra y Ferriar caído, herido de muerte, gritando: ¡Firmes! escena escogida por el pintor Martín Tovar y Tovar como el punto focal del cuadro Batalla de Carabobo obra maestra que cubre el plafón del salón Elíptico del Palacio Federal de Caracas.